# Шпетный, Павел Иванович
Павел Иванович Шпетный (1913, Гдень, Минская губерния — 13 июля 1943, Курская область) — советский офицер, участник Великой Отечественной войны, в 1943 году — командир взвода противотанковых ружей 284-го гвардейского стрелкового полка 95-й гвардейской стрелковой дивизии, Герой Советского Союза (10.01.1944, посмертно). Гвардии старший лейтенант. 

## Биография
Родился в 1913 году в деревне Гдень (ныне — Брагинского района Гомельской области Республики Беларусь).
В Красной Армии с 1936 года. В 1939 году окончил Слуцкое военное пехотное училище. Участник Великой Отечественной войны с июля 1941 года. С 1941 по 1942 год воевал на Западном фронте, принимал участие в Смоленском оборонительном сражении и Московской битве. Воевал на Сталинградском фронте, участник Сталинградской битвы.
В ходе сражения на Курской дуге группа из девяти военнослужащих под командованием П. И. Шпетного остановила атаку немецких танков. В боях за высоту 226,6 юго-западнее села Полежаев 12 и 13 июля 1943 года из противотанкового ружья подбил шесть танков.
13 июля 1943 погиб, поднявшись из окопа и уничтожив связкой противотанковых гранат немецкий тяжёлый танк. Похоронен в братской могиле в селе Карташёвка Прохоровского района ныне Белгородской области.

## Награды
Указом Президиума Верховного Совета СССР «О присвоении звания Героя Советского Союза генералам, офицерскому, сержантскому и рядовому составу Красной Армии» от 10 января 1944 года за «образцовое выполнение боевых заданий командования на фронте борьбы с немецко-фашистскими захватчиками и проявленные при этом отвагу и геройство» удостоен посмертно звания Героя Советского Союза. Награждён также орденом Ленина.

## Память
Именем П. И. Шпетного названы:
- Поле, на котором совершил подвиг и погиб П. И. Шпетный — «Поле Шпетного»[1][7];
- Одна из улиц в Брагине;
- Улица в  посёлке Прохоровка;
- Школа в деревне Гдень[1];
- Речной пассажирский теплоход в Беларуси (с 1992)[1].
- К 80-летию освобождения в Комарине средней школе присвоено имя П. И. Шпетного[8][9][10].

Установлены:
- Бюст П. И. Шпетного — в селе Прелестное (Прохоровский район)[1];
- Мемориальный знак — на поле Шпетного[1];
- Памятник в  Парке Победы в музее-заповеднике «Прохоровское поле» п. Прохоровка[11]
- Стела, посвящённая П. И. Шпетному, на Алле в Брагине (Гомельская область, Беларусь)
- В Комарине (Гомельская область, Беларусь) на стене здания спортивно-культурного центра размещён мурал с изображением Героев Советского Союза уроженцев Брагинщины – Сергея Степановича Мацапуры и Павла Ивановича Шпетного. Мурал нанесён к юбилею освобождения посёлка[10]. Открыта памятная доска в честь П. И. Шпетного[10].

23 ноября 2023 года — соревнования по мини-футболу на кубок имени Шпетного в Брагине.